# Jelenia priepasť
Jelenia priepasť (pol. Jelenia Przepaść) – jaskinia krasowa na terenie Krasu Słowacko-Węgierskiego, w Wewnętrznych Karpatach Zachodnich na Słowacji.

## Położenie
Jaskinia znajduje się w południowo-zachodniej części Płaskowyżu Pleszywskiego (słow. Plešivská planina), ok. 4 km na północ od wsi Plešivec. Jej wylot leży na wysokości 506 m n.p.m., poniżej krawędzi wyraźnego leja krasowego, w skalnej depresji przy tzw. Lukáčowej Łące (słow. Lukáčova lúka), ok. 900 m na wschód od polany Jahodná.

## Geologia i morfologia
Jelenia Przepaść jest jaskinią typu szczelinowo-zapadliskowego. Powstała w triasowych wapieniach, należących do płaszczowiny silickiej, dzięki korozyjnej działalności przesiąkających przez górotwór wód z opadów atmosferycznych. Składa się z systemu komór rozwiniętych w trzech poziomach, połączonych pionowymi szczelinami i studniami, o łącznej głębokości 75 m. Posiada bogatą szatę naciekową. Badania przeprowadzone w 1981 r. wykazały, że jaskinię odwadnia Vidovskie Wywierzysko (słow. Vidovská vyvieračka), usytuowane na terenie dawnej wsi Vidová u południowo-wschodnich podnóży płaskowyżu.

## Znaczenie turystyczne
Jaskinia nie jest udostępniona turystycznie.